# Egg (gruppo musicale)
Gli Egg sono stati un gruppo musicale inglese di rock progressivo in attività tra il 1968 e il 1972, e poi brevemente nel 1974. Anche se avevano base a Londra, sono considerati uno dei primi gruppi della scena di Canterbury. La loro musica è costituita da intricate parti strumentali con atmosfere jazz, citazioni classiche e virtuosismi. Il gruppo non riscosse particolare successo all'epoca, ma fu successivamente riscoperto e rivalutato dalla critica, proprio per la complessità della parte strumentale. Notevole l'impiego di tempi dispari e del contrappunto.

## Storia

### Gli inizi
All'inizio del 1968, i tre compagni di scuola Mont Campbell (basso), Steve Hillage (chitarra e voce) e Dave Stewart (organo) ingaggiarono il batterista Clive Brooks e formarono il gruppo Uriel, che si limitò ad alcune esibizioni dal vivo eseguendo in prevalenza cover di brani blues. Il luglio seguente, Hillage lasciò per cominciare gli studi universitari e gli altri continuarono come trio: la parte vocale fu affidata a Campbell, abbandonarono le cover e durante i concerti suonarono nuovi brani scritti da Stewart e Campbell, particolarmente influenzati dal rock sinfonico dei Nice di Keith Emerson. Nel gennaio del 1969 la band prese il nome Egg e diede il via ad una serie di concerti dal vivo; in maggio firmarono per la Decca. I quattro ex membri degli Uriel si riunirono il mese successivo per registrare con il nome di Arzachel il loro unico album, l'eponimo Arzachel pubblicato dalla Egg/Roulette. Avendo firmato per la Decca, oltre a cambiare il nome al gruppo, nelle note di copertina i musicisti apparvero con degli pseudonimi.

### I primi due album
In giugno, gli Egg registrarono il singolo di debutto Seven Is A Jolly Good Time / You Are All Princes, pubblicato il mese successivo dalla Nova, un'affiliata della Decca. Il primo album del gruppo, l'eponimo Egg, fu registrato nell'ottobre del 1969 e pubblicato nel marzo successivo. La formazione era composta dai soli Campbell, Stewart e Brooks; di rilievo gli intricati duetti tra Stewart e Campbell e l'ironia contenuta nei testi, una caratteristica dell'emergente scuola di Canterbury. Subito dopo fu registrato il secondo album The Polite Force, ma la band era priva di un manager e poté pubblicarlo solo l'anno dopo. I concerti si diradarono ed i componenti degli Egg alternarono le proprie esibizioni con quelle effettuate nella Ottawa Music Company, un'orchestra rock di 26 elementi fondata da Stewart e dal batterista Chris Cutler.

### Scioglimento e riunione per il terzo album
Si sciolsero nel luglio del 1972 e le registrazioni del loro ultimo concerto al Roundhouse di Londra sarebbero state pubblicate nel 2007 nell'album The Metronomical Society. Al momento dello scioglimento, il gruppo aveva composto diversi brani per un nuovo album. Campbell iniziò a studiare composizione musicale e a prendere lezioni di corno al conservatorio, Brooks entrò nei Groundhogs e Stewart nei Khan, la band dell'amico Hillage.
Gli Egg si riunirono nell'estate del 1974 per incidere The Civil Surface, il loro terzo album, in cui furono incisi i brani composti dalla band prima di sciogliersi e due di un quartetto di fiati diretto da Campbell, che in questi ultimi suonò il corno. Al termine delle registrazioni, a cui partecipò Hillage in qualità di ospite, il gruppo si sciolse definitivamente.

## Dopo lo scioglimento
Stewart proseguì a suonare con gli Hatfield and the North, la band in cui era entrato nel gennaio del 1973. Nel gennaio del 1975, Campbell prese parte come ospite alle registrazioni dell'album The Rotters' Club degli Hatfield and the North. Nel luglio di quello stesso anno, subito dopo lo scioglimento di questo gruppo, i due entrarono a far parte della prima formazione dei National Health, altra band di punta della scena di Canterbury. Brooks suonò con i Groundhogs fino al loro primo scioglimento, nel 1974, e riemerse due anni dopo come batterista dei Liar. Steve Hillage si era unito ai Gong nel 1973 e ne sarebbe uscito alla fine del 1975; dopo alcune esibizioni con i National Health all'inizio del 1976, si concentrò sulla carriera di solista.

## Discografia
- 1970 - Egg
- 1971 - The Polite Force
- 1974 - The Civil Surface
- 1985 - Seven Is A Jolly Good Time
- 2007 - The Metronomical Society

## Filmografia
- 2015 – Romantic Warriors III: Canterbury Tales